# George Wesley Buchanan
George Wesley Buchanan (25 de diciembre de 1921 - 1 de diciembre de 2019) fue un profesor emérito del Nuevo Testamento del Seminario Teológico Wesley, Washington D. C., Estados Unidos.

## Biografía
Buchanan obtuvo su B.A. en el Simpson College, su B.D. en el Garrett-Evangelical Theological Seminary, su M.A. en la Northwestern University y su Ph.D en la Universidad Drew.
Él fue recipiente de diferentes becas de investigación: fue Becario Horowitz, Becario Scheuer, Becario Rosenstiel, Becario de la Asociación de Escuelas Teológicas, y Becario de la Sociedad de Literatura Bíblica.
Buchanan fue ordenado élder en la Iglesia Metodista Unida y pastor de iglesias durante catorce años.

## Premio
Buchanan recibió el premio Alumni Achievement Award del Simpson College.

## Trabajo académico
De 1960 hasta 1990 trabajó como profesor en el Wesley Theological Seminary, en donde fue nombrado profesor emérito.

### Trabajo editorial
G. W. Buchanan fue autor o editor de varios libros y formó parte del Comité Editorial y estaba en la Junta Asesora Editorial de la Biblical Archaeology Review (Revisión de Arqueología Bíblica).
También colaboró en Bible Logos Software con, entre otras obras, la colección George Wesley Buchanan Collection (9 vols.), en donde se le describe como un "erudito bíblico", "uno de los principales defensores de la crítica intertextual" y "uno de los mejores eruditos de la Biblia del siglo XX".

## Publicaciones
- Buchanan, George (1941). Eschatology and the "End of days". Universidad de Chicago. OCLC 1701413.
- Buchanan, George (1964). Too late to sacrifice. Pulpit Digest Pub. Co. OCLC 30935594.
- Buchanan, George (1965). Midrashim pré-Tannaïtes. Paris: Librairie Lecoffre. OCLC 31498665.
- Reimarus, Hermann Samuel (1970 [c.1750–60]).  Buchanan, George Wesley, ed. The Goal of Jesus and His Disciples (Buchanan, George Wesley, trad.). Leiden: E. J. Brill.
- Buchanan, George (1972). To the Hebrews. Garden City: Doubleday. ISBN 0-385-02995-0.
- Buchanan, George (1978). Revelation and redemption: Jewish documents of deliverance from the fall of Jerusalem to the death of Naḥmanides. OCLC 4859611.
- Buchanan, George (1978). The prophet's mantle in the nation's capital. University Press of America.. ISBN 0-8191-0545-7.
- Buchanan, George (1980). Worship, feasts and ceremonies in the early Jewish-Christian church. Cambridge University Press. OCLC 30985531.
- Buchanan, George (1984). Jesus, the King and His Kingdom. Macon: Mercer. ISBN 0-86554-072-1.
- Buchanan, G. W. (1982). «To the Hebrews: Translation, Comment and Conclusions». Anchor Bible 36 (Garden City: Dobleday).
- Buchanan, George (1987). Typology and the Gospel. University Press of America. ISBN 0-8191-6377-5.
- Buchanan, George (1992). Biblical and Theological Insights from Ancient and Modern Civil Law. Lewiston: E. Mellen Press. ISBN 0-7734-9601-7.
- Buchanan, George (1993). New Testament Eschatology. Lewiston: Mellen Biblical Press. ISBN 0-7734-2378-8.
- Buchanan, George (1993). The Book of Revelation. Lewiston: Mellen Biblical Press. ISBN 0-7734-2365-6.
- Buchanan, George (1994). Introduction to Intertextuality. Lewiston: Mellen Biblical Press. ISBN 0-7734-2387-7.
- Buchanan, George (1999). The Book of Daniel. Lewiston: Mellen Biblical Press. ISBN 0-7734-2470-9.
- Buchanan, George (2003). Jewish Messianic movements: from AD 70 to AD 1300: documents from the fall of Jerusalem to the end of the Crusades. Wipf and Stock Pub. ISBN 1-59244-382-6.